# Uberlândia Basquete
L'Uberlândia Basquete fou un club brasiler de basquetbol de la ciutat d'Uberlândia, Minas Gerais. També fou conegut com a Unitri/Uberlândia i Unitri/Magazine Luiza per motius de patrocini. En acabar la temporada 2014/15, l'equip desaparegué.

## Palmarès
- Campionat brasiler de bàsquet: 
  - 2004
- Lliga sud-americana de bàsquet:
  - 2005
- Lliga de Minas Gerais:
  - 1998, 1999, 2000, 2001, 2002, 2003, 2004, 2005, 2006, 2010, 2011, 2012, 2013